# Tùy Đường gia thoại
Tùy Đường gia thoại (chữ Hán: 隋唐嘉話), còn gọi là Quốc triều truyện ký (國朝傳記), Quốc sử dị toản (國史異纂), gồm tất cả ba quyển, do Lưu Tốc thời Đường biên soạn.

## Nội dung
Lý Triệu trong phần đề tựa của Đường quốc sử bổ viết: "Xưa kia Lưu Tốc sưu tầm tiểu thuyết, từ thời Nam Bắc triều đến đời Khai Nguyên, biên soạn thành sách gọi là Truyện ký." Lỗ Tấn cho rằng sách Quốc triều truyện ký đã bị thất truyền. Tùy Đường gia thoại là sách do người đời sau sưu tập, gồm ba quyển, chủ yếu ghi chép các giai thoại về nhân vật thời Tùy Đường. Trong Cựu Đường thư - Kinh tịch chí và Tân Đường thư - Nghệ văn chí đều không ghi chép về Tùy Đường gia thoại nhưng căn cứ theo Tân Đường thư - Lưu truyện và Tân Đường thư - Nghệ văn chí thì có ghi chép rằng Lưu Tốc có viết Quốc triều truyện ký. 
Một thuyết cho rằng Tùy Đường gia thoại thực ra chính là Quốc triều truyện ký, bởi phần lớn những đoạn văn thất lạc được Dậu Dương tạp trở dẫn lại đều có thể tìm thấy trong Tùy Đường gia thoại. Trong Loại thuyết của Tăng Tháo và Cám Châu tập của Chu Thắng Phi cũng có chép cả ba cuốn Truyện ký, Quốc sử dị toản và Tùy Đường gia thoại, cho thấy vào thời đó ba sách này có thể là ba tác phẩm riêng biệt. Trong Trực Trai thư lục giải đề chỉ ghi chép sách này có một quyển, nhưng bản hiện nay thì có ba quyển.
Tùy Đường gia thoại ghi chép sự việc lịch sử từ thời Nam Bắc triều đến niên hiệu Khai Nguyên đời Đường, nhằm bổ sung cho những thiếu sót của chính sử, trong đó các câu chuyện về hai triều đại của Đường Thái Tông và Võ hậu chiếm phần lớn. Sách này ghi lại rằng Tùy Dạng Đế vì thấy mặt Đường Cao Tổ có nhiều nếp nhăn nên gọi ông là "A Bà" (nghĩa là bà già); lại ghi rằng từ thời Đường bắt đầu quy định "vào thành thì đi bên trái, ra khỏi thành thì đi bên phải”; Đường Thái Tông nói với Phòng Huyền Linh rằng: “Lấy đồng làm gương, có thể chỉnh trang y phục; lấy… Trẫm thường quý ba loại gương này". Sách cũng chép chuyện Chử Toại Lương dâng tấu: “Bức Lan Đình tự là vật tiên đế coi trọng, không thể giữ lại.” Vì vậy ông đã bí mật đem cất ở Chiêu Lăng, cùng nhiều câu chuyện khác. Cựu Đường thư và Tư trị thông giám đều lấy nhiều tư liệu từ sách này.